# Эрар, Себастьян

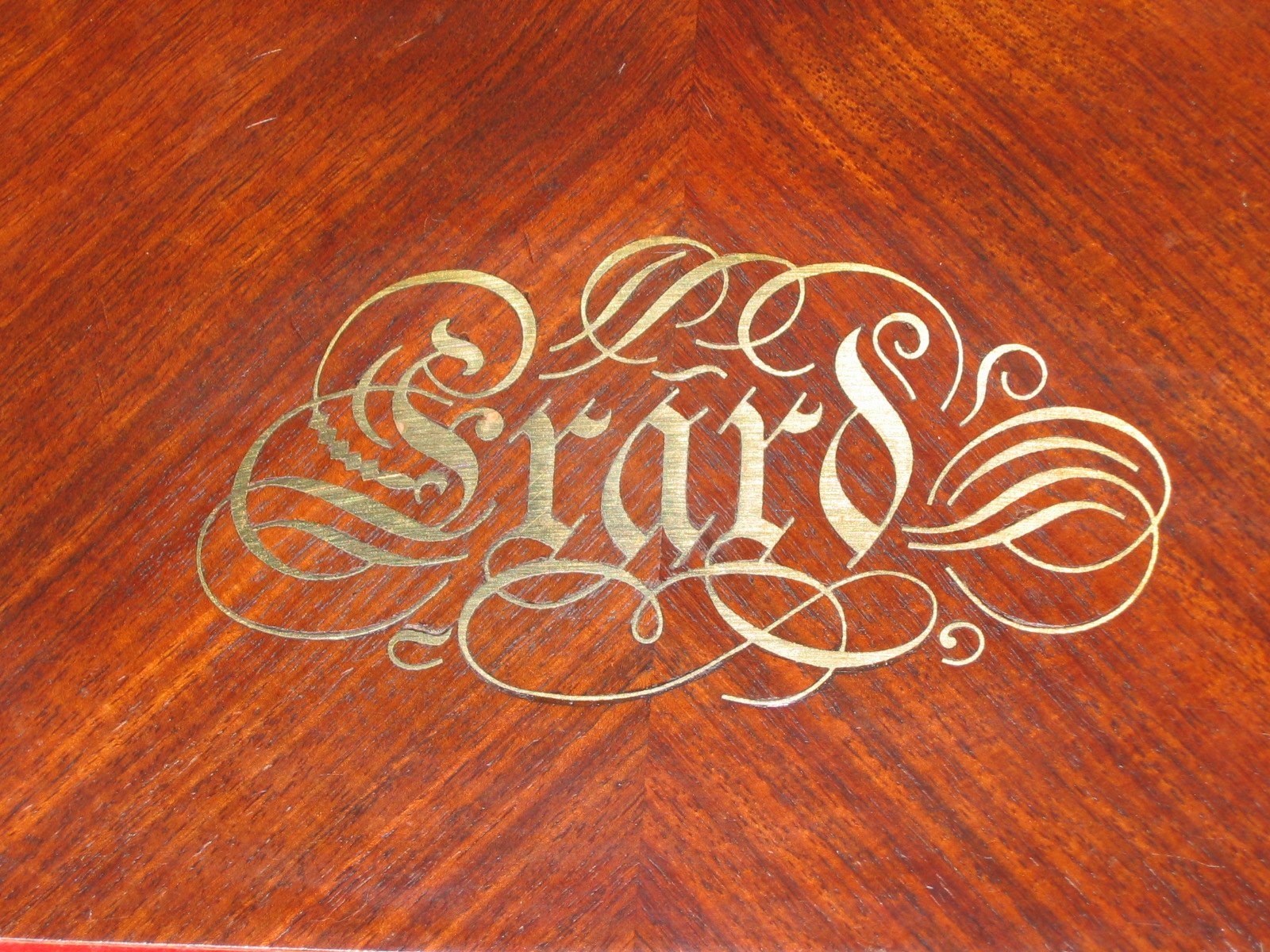
Личная марка Эрара

Себастья́н Эра́р (фр. Sébastien Érard, при рождении Erhard, 5 апреля 1752 года, Страсбург — 5 августа 1831 года, Ла-Мюэтт близ Пасси) — французский (немецкого происхождения) мастер по изготовлению музыкальных инструментов, основатель одноимённой фирмы.
Его мастерская находилась в Париже. Эрар известен не только своими нововведениями в устройстве фортепиано, но и тем, что расширил технические возможности педальной арфы. В 1786 году Эрар решил внести значительные изменения в механику арфы. И в том же году отправился в Лондон, где открыл филиал своего производства. В 1811 году он представил новую арфу с двойной педалью, благодаря которой этот инструмент занял своё современное место как в оркестре, так и в качестве солирующего инструмента. Масштабное введение обновленной арфы началось с 1815 года, после того как Эрар презентовал его в парижской Академии искусств. Новые возможности арфы были вскоре использованы многими композиторами, в том числе Берлиозом.
Ещё большее значение имеет изобретённый им в 1823 году механизм двойной репетиции фортепиано, который вывел на новый уровень не только исполнительское фортепианное искусство, но и заставил композиторов по-новому взглянуть на возможности инструмента.